# Benitz
Benitz ist eine Gemeinde im Landkreis Rostock in Mecklenburg-Vorpommern (Deutschland). Die Gemeinde wird vom Amt Schwaan mit Sitz in der gleichnamigen Stadt verwaltet.

## Geografie
Die Gemeinde Benitz liegt am Westufer der unteren Warnow, der Ort Benitz liegt etwa einen Kilometer vom Fluss entfernt. Südlich von Benitz grenzt die Stadt Schwaan an die Gemeinde, zwölf Kilometer nördlich liegt die Hafenstadt Rostock. Der höchste Punkt liegt am Ostufer des Brooksees bei Brookhusen mit 37 Meter über NN, das Gelände fällt bis zur Warnow auf rund 0,2 Meter über NN. Auf dem Gebiet der Gemeinde gibt es keinen größeren Waldbestand.
Umgeben wird Benitz von den Nachbargemeinden Pölchow im Norden, Dummerstorf im Nordosten, Wiendorf im Südosten, Schwaan im Süden, Bröbberow im Südwesten sowie Ziesendorf im Nordwesten.
Zu Benitz gehört der Ortsteil Brookhusen.

## Politik

### Gemeindevertretung und Bürgermeister
Der Gemeinderat besteht (inkl. Bürgermeister) aus sieben Mitgliedern. Die Wahl zum Gemeinderat am 26. Mai 2019 hatte das Ergebnis, dass alle sechs Sitze an die Wählergemeinschaft Benitz-Brookhusen gingen.:
Bürgermeister der Gemeinde ist Rainer Mohsakowski, er wurde mit 82,45 % der Stimmen gewählt.

## Geschichte

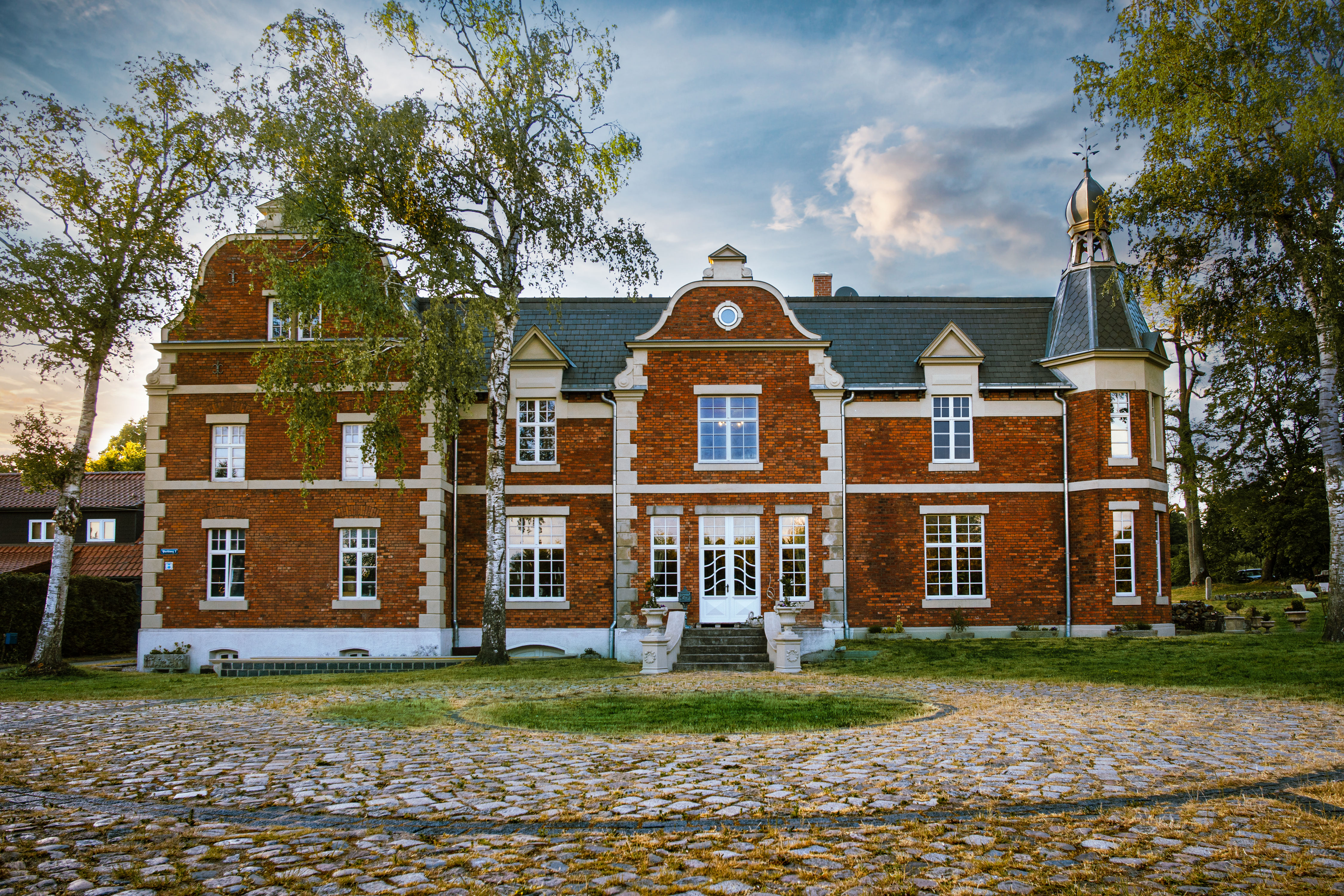
Herrenhaus Brookhusen

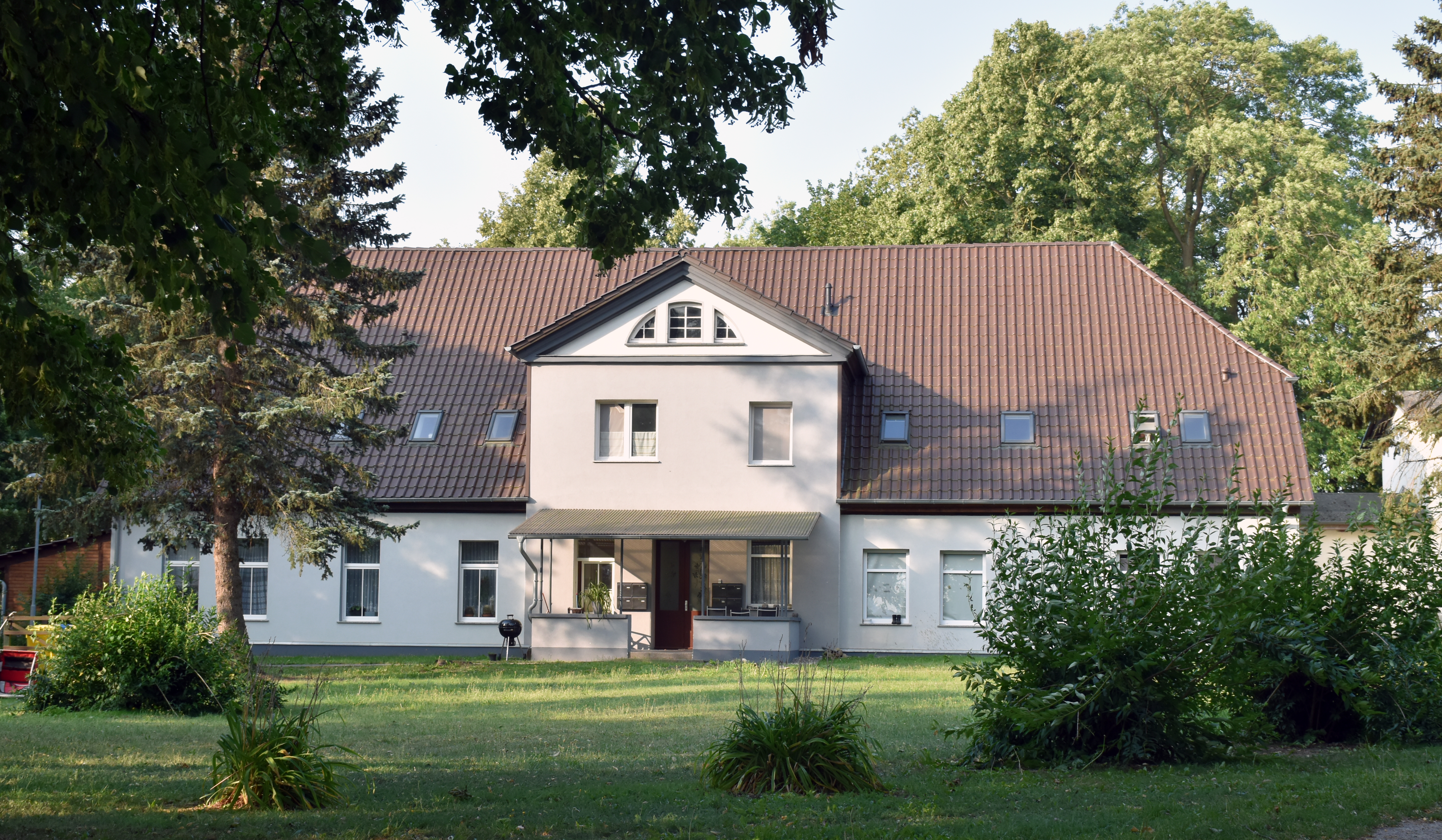
Gutshaus Benitz

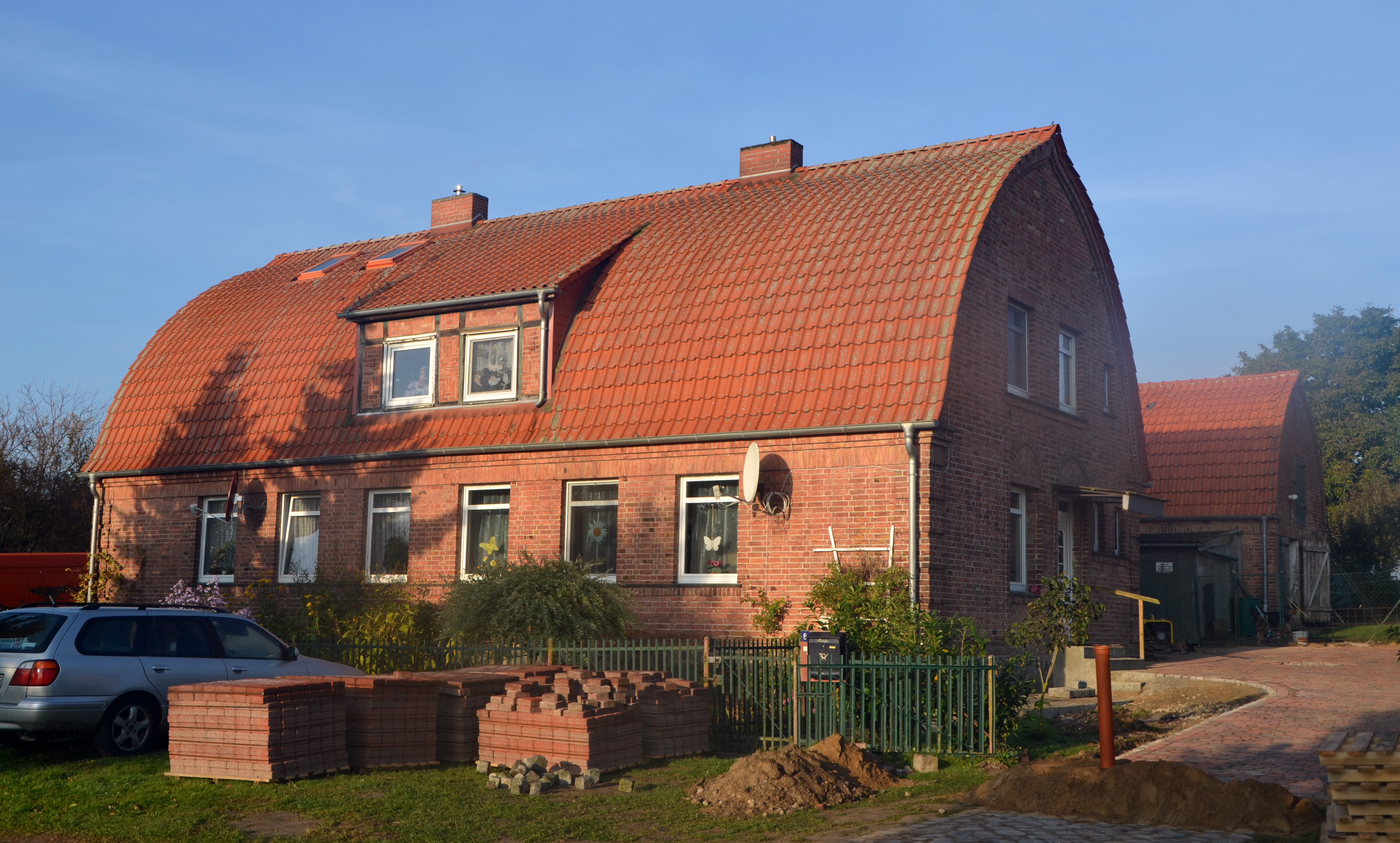
Gebäude mit Spitztonnendach

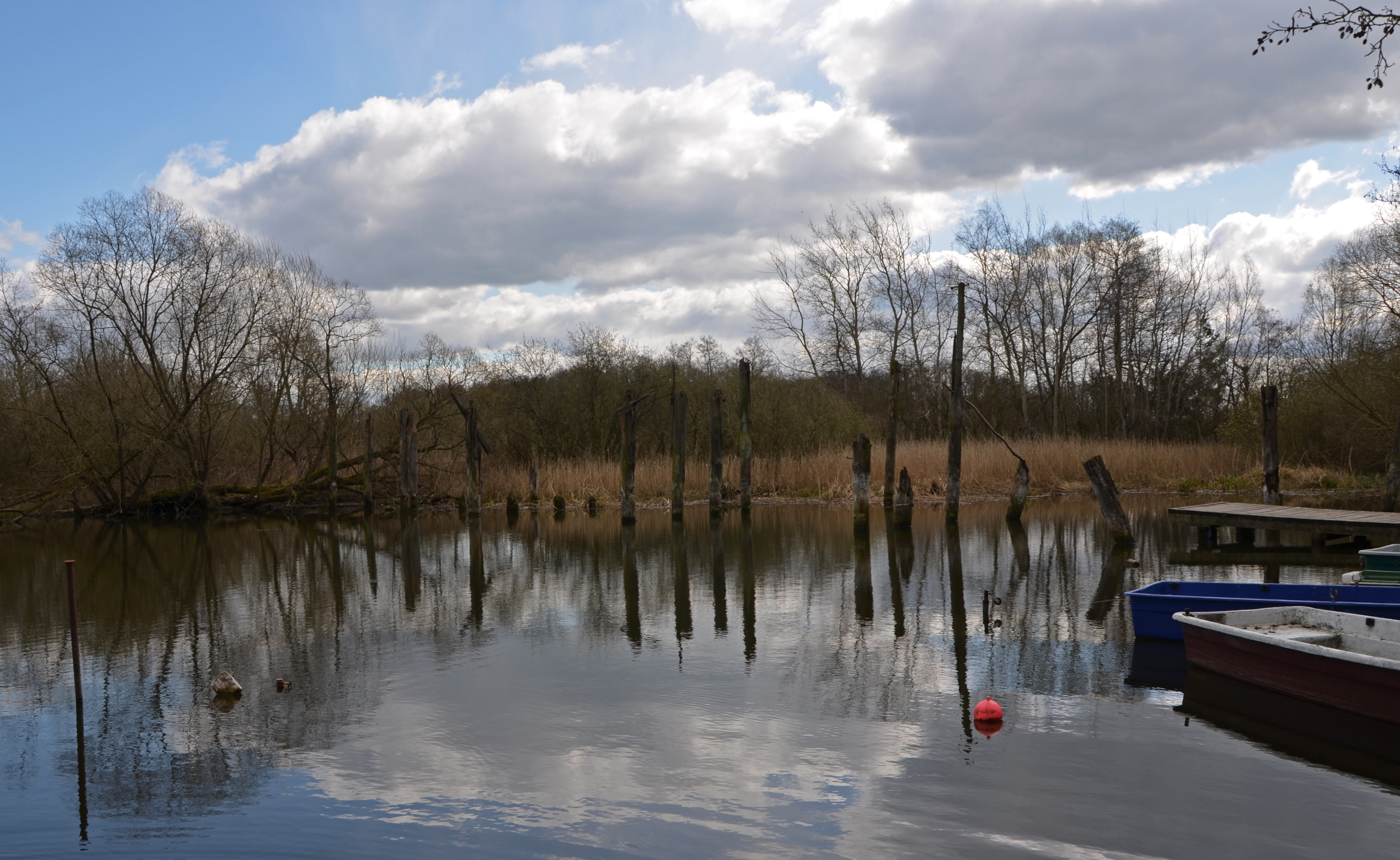
Reste der Kiesverladeanlagen

Erstmals wurde Benitz im Jahr 1270 urkundlich erwähnt. Das heute als Wohnhaus genutzte Gutshaus wurde 1815 bis 1816 errichtet und Ende des 19. Jahrhunderts durch Um- und Anbauten zum zweigeschossigen Gebäude umgebaut. Der frühere Gesindeteil des Gebäudes besitzt ein Kellergewölbe und beherbergt heute das Gemeindezentrum und ist Sitz der Freiwilligen Feuerwehr Benitz.
Anfang des 20. Jahrhunderts kamen im Zuge des Kiesabbaus holländische Gastarbeiter nach Benitz und errichteten mehrere Spitztonnendachhäuser. Diese sind einzigartig in Mecklenburg und stehen unter Denkmalschutz. Die Benitzer Kiesgrube befindet sich südöstlich des Ortes unweit des Warnowufers. Der Abbau endete in den 1960er Jahren. In der Warnow befinden sich noch sichtbare Reste des Verladesteges.

## Sehenswürdigkeiten
- Herrenhaus Brookhusen
- Gutshaus Benitz

## Verkehr
Benitz liegt verkehrsgünstig zur A 20. Fünf Kilometer nördlich des Ortes liegt die Anschlussstelle Rostock-Südstadt. Durch die Gemeinde führt die Bahnstrecke Rostock–Schwaan mit einem Haltepunkt in Huckstorf; die Entfernung dorthin beträgt rund zwei Kilometer.

## Störche
1995 wurde in Benitz von der WEMAG und dem NABU eine Nisthilfe für Weißstörche errichtet. Seitdem wurden hier über 40 Jungstörche aufgezogen.

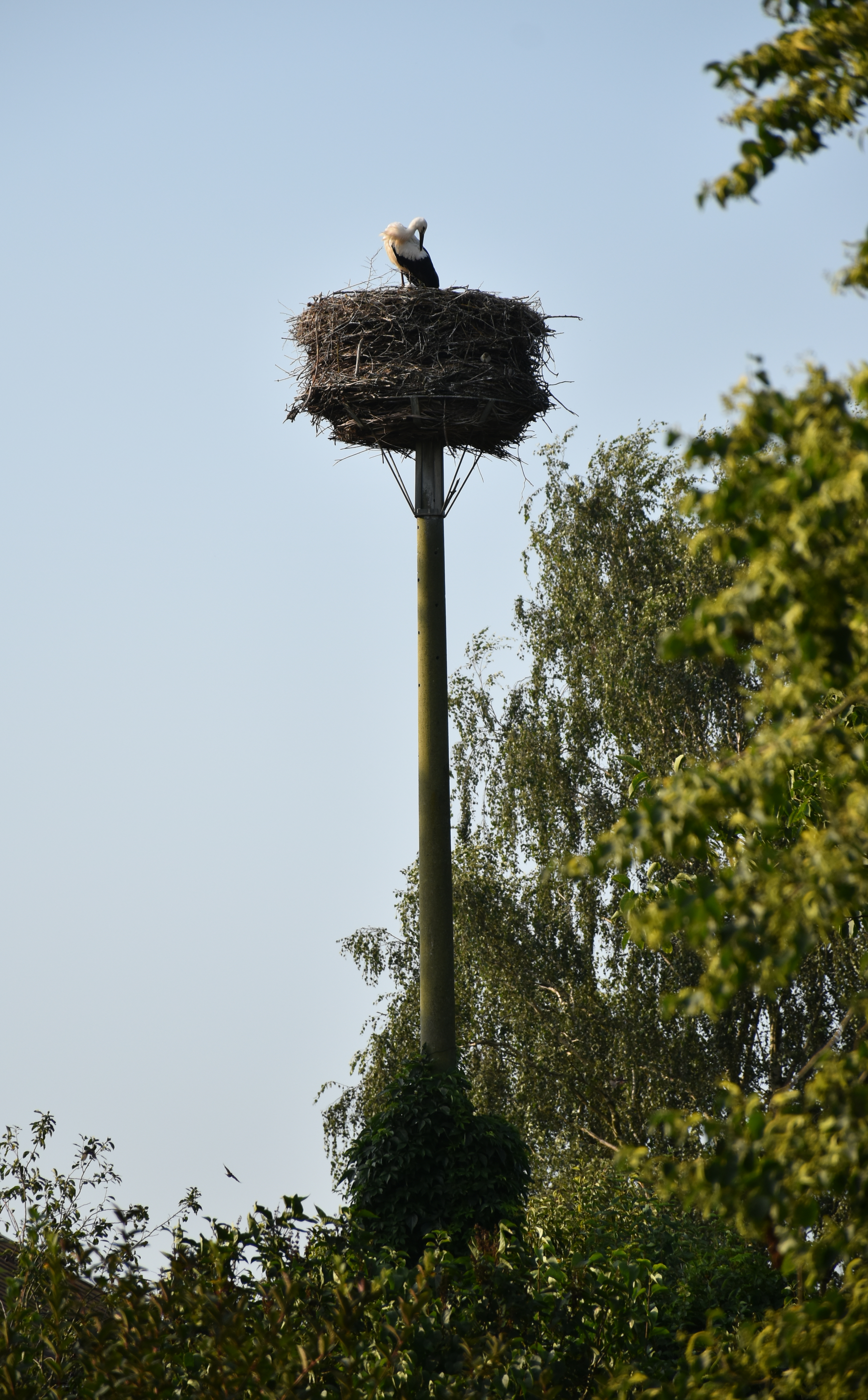
Benitzer Storchennest
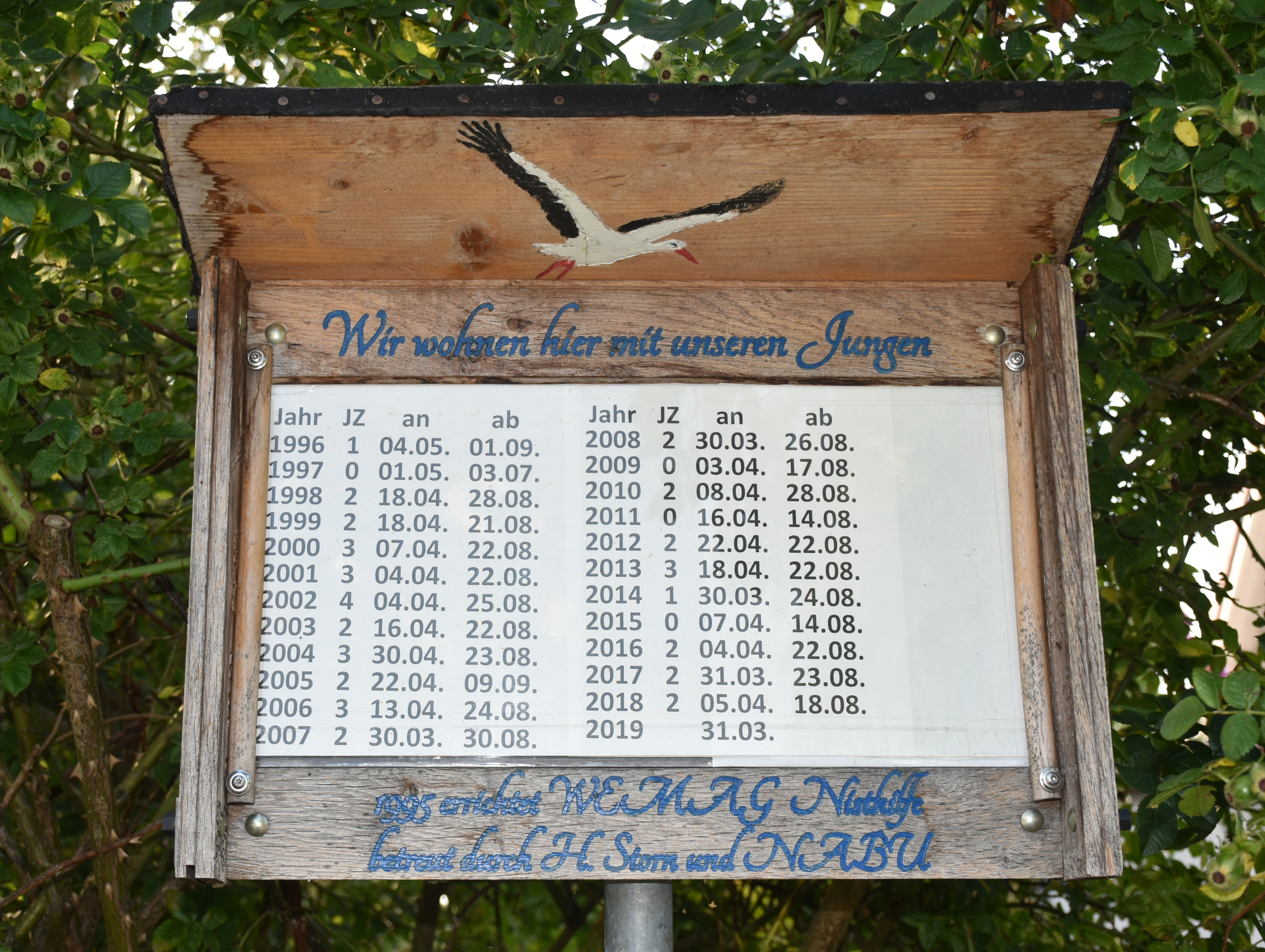
Tafel mit den Daten zu Ankunft, Abflug und Anzahl der Jungstörche
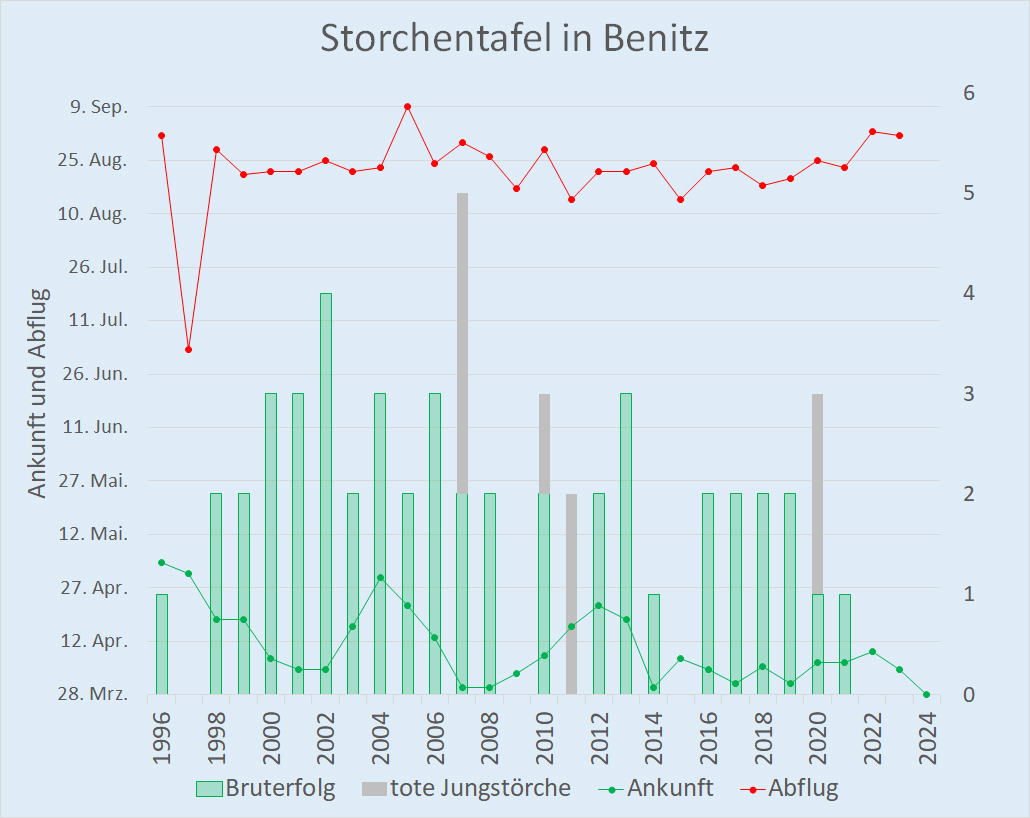
Diagramm mit den Daten der Storchentafel

## Persönlichkeiten
- Willy von Haeseler (1841–1927), königlich-preußischer Generalleutnant